# 海卫十二
海卫十二（Laomedeia, S/2002 N 3）是环绕海王星运行的一颗不規則衛星，于2002年8月13日由馬修·霍爾曼等学者发现，以希臘神話涅柔斯和多里斯的五十個女兒之一的「拉俄墨得亞」而命名。
海衛十二直徑大約42（26英里），於距離海王星23,571,000（14,646,000英里）的軌道上運行。

## 外部連結
- Neptune's Known Satellites (by Scott S. Sheppard)
- David Jewitt pages
- MPC: Natural Satellites Ephemeris Service Archive.today的存檔，存档日期2011-05-20
- Mean orbital parameters (NASA) （页面存档备份，存于）